# Civilization Fanatics Center
Civilization Fanatics Center, a menudo abreviado como CFC o Civfanatics, es un sitio web dedicado a la serie de videojuegos Sid Meier's Civilization inaugurado en el año 2000. Su dueño y administrador es el usuario Thunderfall.
El foro del sitio, Civilization Fanatics Forums, es el 190º foro más grande de Internet, con más de 4.000.000 mensajes y 100.000 miembros.

## Historia
CFC empezó como página privada en los servicios de alojamiento web GeoCities (1998) y XOOM (1999). Por aquel entonces, el sitio se llamaba Civilization Fanatics Page y era parte del sitio Thunderfall Impressions. El sitio se mudó a Strategy Gaming Online en marzo de 2000 y se cambió el nombre por el de Civilization Fanatics Center. Ya que los recursos informáticos en los nuevos servidores no eran tan limitados, se le pudieron añadir un tablón de anuncios y un sistema de bajada de archivos. Los foros se hicieron principalmente para jugadores de los juegos Civilization y Civilization II, y, con la salida al mercado de Civilization III en 2002 y de Civilization IV en 2005, se unieron más miembros a los foros.

## Juegos
CFC actualmente incluye comunidades de admiradores de los siguientes videojuegos: 
- Civilization IV
- Civilization III
- Civilization II

También se incluyen comunidades de los siguientes juegos en un grado mínimo: 
- Civilization
- Sid Meier's Alpha Centauri
- Sid Meier's Pirates!
- Galactic Civilizations 2
- Rise of Nations
- Chess
- Colonization
- Master of Orion
- The Call to Power Series
- Avalon Hill's Diplomacy de Avalon Hill

## Foros

### Reglas de los foros
En los foros hay una extensa lista de reglas, además de varios moderadores. CFC es para toda la familia y los hilos que no se adapten a las reglas se borran aún antes de recibir respuestas siquiera.

### Estructura de los foros
El foro se divide en siete categorías distintas, cada una de las cuales contiene, además, sus propios subforos. En estos puede llegar a haber hasta otro subforo y puede que hasta un sub-subforo. 
Los subforos de Civilization se hicieron para facilitar el intercambio de ideas de los jugadores de los videojuegos Civilización I, Civilization II, Civilization III, y Civilization IV. Cada uno tiene su propio foro con subforos en los que se trata temas de estrategia, ideas y sugerencias, creación y personalización, partidas de multijugador y partidas de exhibición. También hay subforos para los otros juegos vistos más arriba. En el foro Other Games (Otros Juegos) los miembros pueden participar en juegos del foro. Los mensajes que aquí se escriben no se añaden a la cuenta de mensajes de los usuarios. 
La sección del "Colosseum" contiene subforos para todo que no se pueda incluir en las demás secciones. El subforo más grande es "Off Topic", en el que se encuentran casi la tercera parte de todos los mensajes de CFC. Aquí los temas son variados y van desde lo trivial hasta temas serios de actualidad. La mayoría de hilos tratan de temas como la religión, la política o temas de la actualidad. Algunos de los hilos más populares son el Babe Thread, el hilo de la evolución contra el creacionismo, y el hilo de fotos de los miembros del foro. También son populares los hilos en los que un miembro contesta preguntas de un grupo (ya sea religioso, político, etc.) al que pertenece. En la sección del "Colosseum" también se incluyen los subforos de Historia Mundial, Deportes, Humor y Ciencia y Tecnología.